# 楊初
楊初（—355年），氐人，為4世紀仇池首領之一。
337年，楊初殺仇池首領、族弟楊毅，自立為仇池公，向後趙稱臣。347年，楊初遣使向東晉稱藩，晉以他為使持節、征南將軍、雍州刺史、仇池公。353年六月，楊初打敗了前秦的進攻。354年，東晉改封楊初為天水公。
355年正月，楊毅之弟楊宋奴指使梁式王殺害楊初。